# Trai lí
Trai hay trai lý, trai Nam Bộ (danh pháp hai phần: Cyrtophyllum fragrans; Danh pháp đồng nghĩa Fagraea fragrans) là cây thường xanh lớn, loài bản địa của Đông Nam Á.
Danh pháp đồng nghĩa là Fagraea cochinchinensis, Cyrtophyllum giganteum và Cyrtophyllum peregrinum, thuộc tông Potalieae của họ Gentianaceae (tông này trong các tài liệu cũ được tách ra thành họ Potaliaceae - họ Lậu bình).

## Đặc điểm
Cây cao từ 10 m đến 25 m. Lá hình trứng, sáng màu. Hoa màu vàng nhạt với mùi thơm đặc trưng, quả có vị đắng, thường là thức ăn của các loài chim và dơi.

## Sử dụng
- Gỗ trai màu vàng, rất cứng, được coi là loại gỗ quý[2].
- Vỏ cây và lá chữa sốt rét và lị. Lá cây còn có thể chữa ghẻ[2].

## Hình ảnh

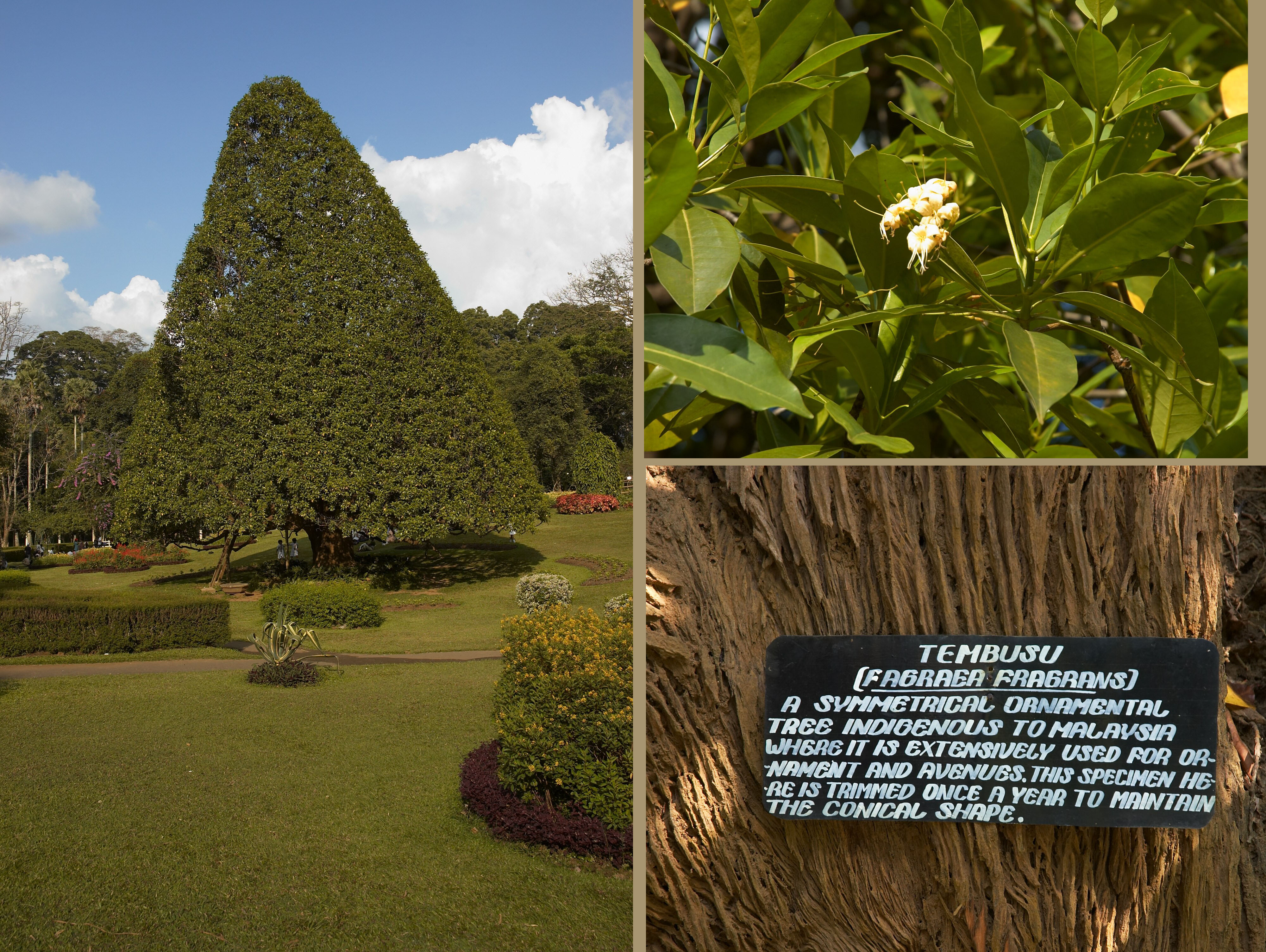
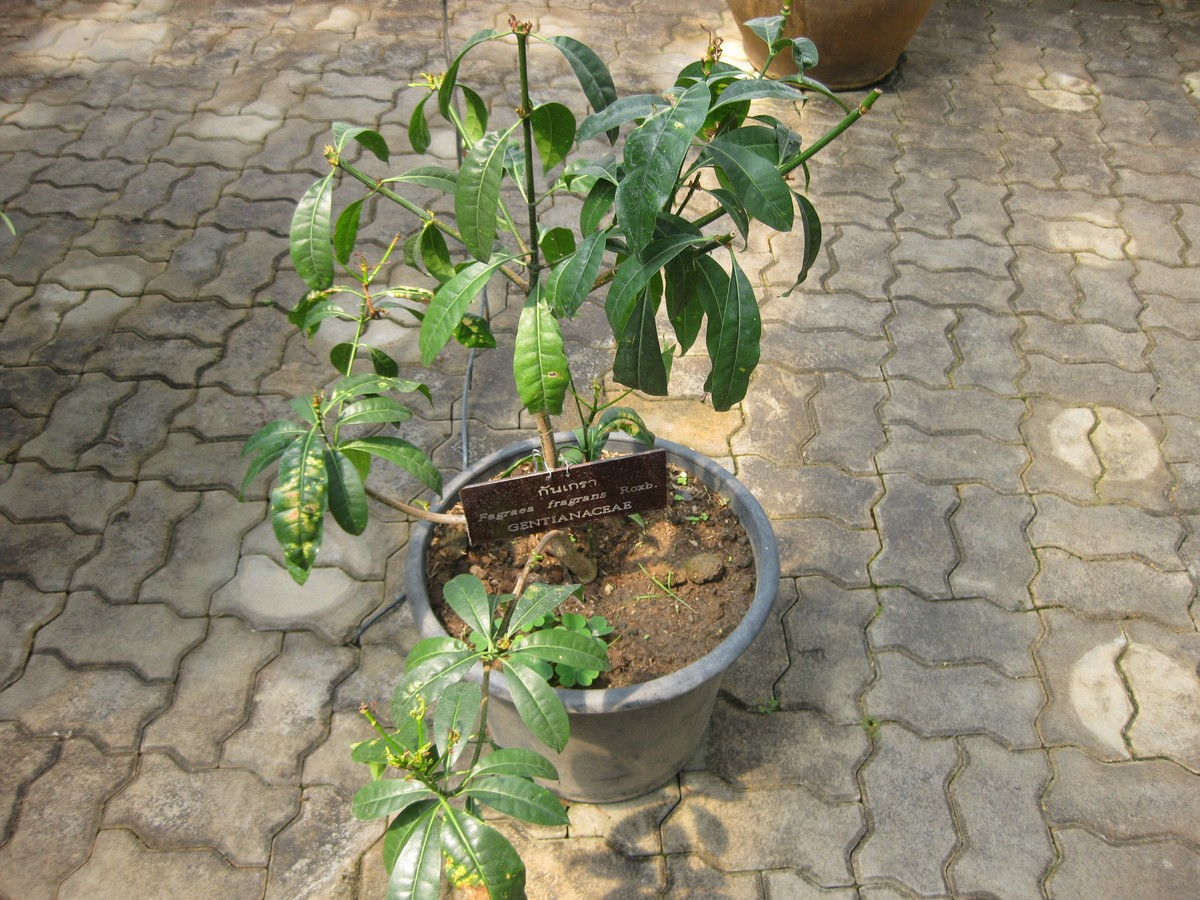
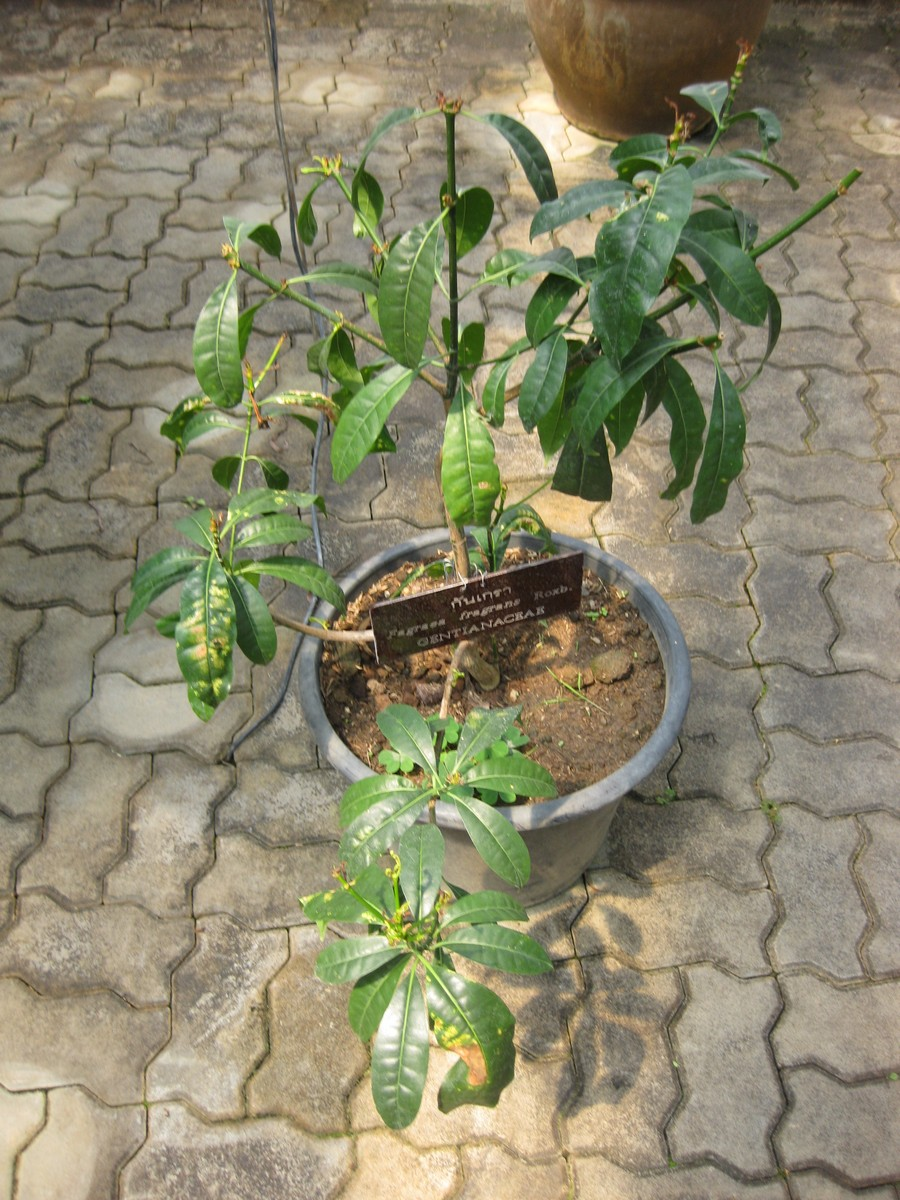
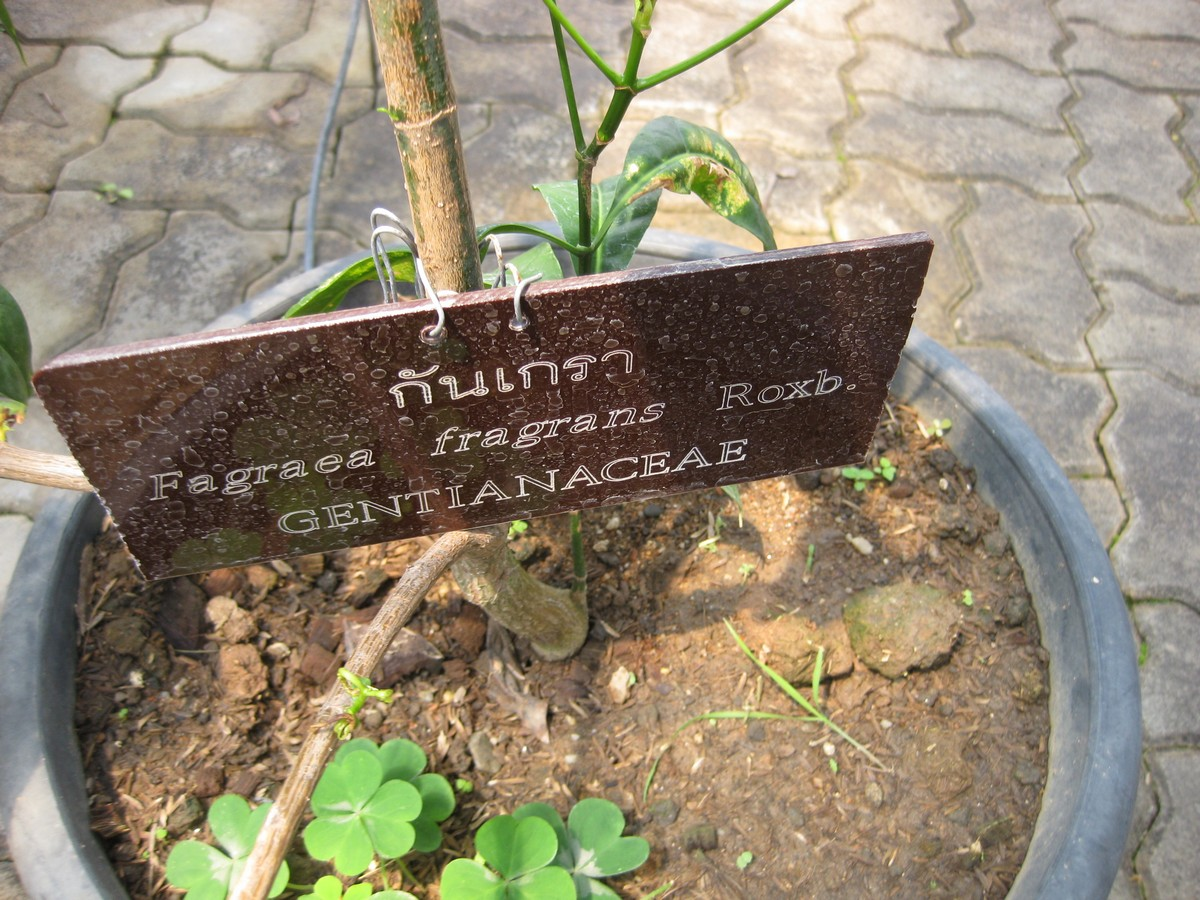